# Culver Hotel

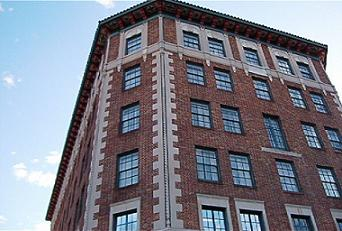
Das Culver Hotel

Das Culver Hotel ist ein historisches Hotel in Culver City in Kalifornien. Seine Adresse lautet 9400 Culver Boulevard.

## Geschichte
Der sechsstöckige „Wolkenkratzer“ wurde nur wenige Jahre nach der Eröffnung der Culver Studios errichtet und 1924 eröffnet. Der Ziegelbau, damals noch Hotel Hunt und später zeitweise Culver City Hotel genannt, beherbergte Harry Culvers Büros und Stars wie Joan Crawford, Clark Gable, Buster Keaton und Ronald Reagan. Als Der Zauberer von Oz gedreht wurde, wohnte auch ein Großteil der 124 Munchkin-Darsteller in dem Hotel. Judy Garland verbreitete später Gerüchte, die kleinwüchsigen Schauspieler hätten darin Orgien gefeiert und ihre Unterkunft nahezu abgerissen, was später aber bestritten wurde. 
Das Hotel gehörte einige Jahre lang John Wayne; später wurde es an den YMCA verschenkt und verkam. 1997 fand es einen neuen Käufer und wurde renoviert. Im selben Jahr fand im Culver Hotel ein Treffen der damals noch lebenden Munchkin-Darsteller statt. Das Hotel wurde 1997 auch ins National Register of Historic Places aufgenommen. Ab 2007 erfolgte eine weitere Renovierung, die 2012 abgeschlossen war.
Das Culver Hotel diente mehrfach als Filmkulisse, so für diverse Dick-und-Doof-Filme, The Last Action Hero und die Fernsehserie Party of Five.